# 合川县
合川县，中国旧县名，今重庆市合川区的前身。1950年代曾分出合川市。

## 历史沿革
民国二年（1913年），全国废州。合州改为合川县，属东川道。合川一名，今解释为“嘉陵江、涪江、渠江三江交汇”。合川县亦因水陆交通方便，地处川东北的万商云集之处，故工商业比较发达，素有“小重庆”之称。1917年，合川县知事郑贤书聘请張森楷编撰县志。1921年，《民国新修合川县志》成书。1928年，东川道废，直属四川省。1935年，属第三行政督察区。
1949年11月，西南战役期间，解放军即将占领四川全省。抵达重庆的解放军已分派干部，准备接收合川县。12月初，合川县当地政治人物准备迎接解放军进入合江。12月3日，中国人民解放军第二野战军第三兵团第十二军三十五师一〇五团作为先头部队抵达合江县城。国军驻军溃散。3日下午，解放军三十五师召开合川县各界人士代表会议。4日上午，召开合川各界庆祝解放大会，宣布成立合川县各界协助中国人民解放军工作委员会（简称“协委会”），随即开展工作，等待解放军和新政府接管政权。12月13日，合川县人民政府县长武永嘉抵达。12月18日，合川县人民政府成立，武永嘉发布县人民政府第一张布告。1950年1月25日，“协委会”完成工作移交，县人民政府批示，予以撤销。虽然接管政权顺利，但合川县及華鎣山地区仍有大量效忠中华民国政府的残余军事势力，即所谓“土匪”。地方干部回忆，当时合川县、江北县、铜梁县等地的土匪攻打过铜梁县城。1950年3月至6月，解放军曾在当地开展剿匪工作，平定局势。
1949年起，合川县历属巴县专区、璧山专区、江津专区。1952年至1958年间，分设合川市。1968年起，合川县属江津地区、永川地区。1983年3月3日，撤销永川地区，划入重庆市。1992年8月4日，撤县设市，设立县级合川市。2006年，撤市设区，设立合川区。

## 备注
1. ↑  2018年，合川区史志办组织收集、整理、翻印，方志出版社出版的《民国新修合川县志》出版。以1989年合川县地方志编纂委员会与西南师范大学汉语言文献研究所合作点校的《民国新修合川县志》手抄本为翻印蓝本[4]。